# 폴리젖산
폴리젖산(영어: polylactic acid, PLA)은 화학식 C(CH3)(OH)HCOOH 또는 [–C(CH3)HC(=O)O–]n으로 구성된 열가소성 폴리에스터이다. 폴리락트산, 폴리락타이드(영어: polylactide)이라고도 한다. 물이 소실된 락트산 [-C(CH3)HC(=O)O-]2의 축합 반응을 통해 얻는다.
PLA는 재생 가능한 자원으로 경제적으로 생산되기 때문에 인기 있는 소재가 되었다. 2021년 PLA는 세계 바이오플라스틱 중 소비량이 가장 높았지만 아직 상용 폴리머는 아니다. 광범위한 적용은 수많은 물리적 및 처리상의 단점으로 인해 방해를 받았다. PLA는 어닐링하지 않으면 내열성이 좋지 않지만 낮은 융점, 높은 강도, 낮은 열팽창 및 우수한 층 접착력으로 인해 FDM 3D 프린팅에서 가장 널리 사용되는 플라스틱 필라멘트 소재이다.

## 같이 보기
- ABS 수지
- 셀로판
- 폴리메타크릴산 메틸